# Бодин, Павел Иванович
Павел Иванович Бодин (9 января (21 января) 1900, село Сурский Острог (ныне село Первомайское Валгусского сельского поселения Инзенского района ), Симбирской губернии, ныне Ульяновской области — 2 ноября 1942) — советский военачальник. Генерал-лейтенант (9.11.1941).

## Биография
Родился в семье служащего (отец был страховым агентом, мать — крестьянкой; поэтому в автобиографиях и анкетах Бодин писал, что происходит из крестьянской семьи). Окончил реальное училище в городе Карсун Симбирской губернии в 1918 году. Поступил на механический факультет Нижегородского государственного университета, но учиться не смог из-за отсутствия средств. А вскоре Поволжье стало одном из наиболее кровавых театров Гражданской войны.
В Красной Армии с 1919 года. Воевал на Гражданской войне красноармейцем на Восточном фронте. Участник Бугульминской, Уфимской, Златоустовской, Челябинской, Петропавловской и в Омской операциях. Воевал против войск адмирала А. В. Колчака. В 1920 году переведён в Сибирскую кавалерийскую дивизии, участвовал в боях при подавлении восстания в районе Семипалатинска и против отрядов атамана Б. В. Анненкова и генерала А. С. Бакича.
Окончил полковую школу в 1921 году. В 1922 году уже был назначен начальником штаба кавалерийского полка в Алтайской кавалерийской дивизии на Туркестанском фронте.  Участвовал в борьбе с басмачеством в Восточной Бухаре, был ранен. Дважды награждался именными часами за боевые отличия. В 1928 закончил Кавалерийские курсы усовершенствования командного состава (ККУКС) в Новочеркасске. В 1926–1930 — начальник штаба и командир 76-го кавалерийского полка 12-й кавалерийской дивизии (Северо-Кавказский военный округ). С 1932 — начальник 1 части штаба 1-й кавалерийской Запорожской Краснознаменной ордена Ленина Червонного Казачества дивизии имени Французской компартии.
В 1935 закончил Военную академию РККА им. М. В. Фрунзе (1935). С ноября 1936 — начальник штаба 32-й кавалерийской дивизии Киевского военного округа, с июля 1938 — начальник оперативного отдела армейской кавалерийской группы КОВО. На этом посту участвовал в походе РККА в Западную Украину в сентябре 1939 года. Член ВКП(б) с 1940 года. Окончил Академию Генерального штаба РККА (1941). С 27 декабря 1940 года начальник 1-го отдела штаба 26-й армии КОВО.
Участник Великой Отечественной войны с июня 1941 года. С 29 июня по 9 сентября 1941 начальник штаба 9-й армии Южного фронта. С 14 октября 1941 — начальник штаба Юго-Западного фронта, а с 16 октября 1941 по 27 марта 1942 года одновременно и начальник штаба Главного командования войск Юго-Западного направления. С марта по август 1942 — второй заместитель начальника Генерального штаба, с апреля 1942 года по совместительству — начальник Оперативного управления Генерального штаба, одновременно в июне—июле 1942 г., находясь в служебной командировке, исполнял обязанности начальника штаба Юго-Западного фронта (с 27.06.1942 по 12.07.1942) и Сталинградского фронта (с 12 по 23 июля 1942 года). С 23 августа 1942 г. — начальник штаба Закавказского фронта.
Участвовал в Приграничных сражениях в Молдавии, в Тираспольско-Мелитопольской и Донбасско-Ростовской оборонительных операциях, в Ростовской и Барвенково-Лозовской наступательных операциях, в Сталинградской битве и в битве за Кавказ. Бодин умело организовывал взаимодействие и управление войсками. Ему принадлежит большая заслуга в организации боевых действий советских войск при поражении 1-й немецкой танковой армии генерала Эвальда фон Клейста под Ростовом-на-Дону.
Погиб (по другим данным, смертельно ранен и скончался в тот же день) в ходе проведения Нальчикско-Орджоникидзевской оборонительной операции при бомбёжке на восточной окраине Орджоникидзе вместе с членом Военного совета фронта А. Н. Саджая. Похоронен в Тбилиси.

## Награды
- Орден Ленина (13.12.1942, посмертно)
- Орден Красного Знамени (27.12.1941)[6]
- Медаль «За оборону Кавказа» (1944, посмертно)[7]
- медалью «XX лет РККА» (1938)[8][9].